# Lijst van voetbalinterlands Hongkong - Vietnam
Deze lijst van voetbalinterlands is een overzicht van alle officiële voetbalwedstrijden tussen de nationale teams van Hongkong en Vietnam. De landen speelden tot op heden zeven keer tegen elkaar. De eerste ontmoeting, een vriendschappelijke wedstrijd, werd gespeeld in Hongkong op 19 november 1998. Het laatste duel, eveneens een vriendschappelijke wedstrijd, vond plaats op 15 juni 2023 in Hải Phòng.

## Wedstrijden
| № | Plaats    | Datum            | Competitie                 | Wedstrijd          | Uitslag |
| - | --------- | ---------------- | -------------------------- | ------------------ | ------- |
| 1 | Hongkong  | 19 november 1998 | Vriendschappelijk          | Hongkong – Vietnam | 1 – 1   |
| 2 | Hongkong  | 10 juni 2012     | Vriendschappelijk          | Hongkong – Vietnam | 1 – 2   |
| 3 | Hongkong  | 22 maart 2013    | Azië Cup 2015 kwalificatie | Hongkong – Vietnam | 1 – 0   |
| 4 | Hanoi     | 5 maart 2015     | Azië Cup 2015 kwalificatie | Vietnam – Hongkong | 3 – 1   |
| 5 | Hải Phòng | 6 september 2014 | Vriendschappelijk          | Vietnam – Hongkong | 3 – 1   |
| 6 | Yangon    | 3 juni 2016      | Vriendschappelijk          | Vietnam – Hongkong | 2 – 2   |
| 7 | Hải Phòng | 15 juni 2023     | Vriendschappelijk          | Vietnam – Hongkong | 1 – 0   |

## Samenvatting
| Competitie            | Totaal gespeeld | Winst Hongkong | Gelijk | Winst Vietnam | Doelsaldo Hongkong – Vietnam |
| --------------------- | --------------- | -------------- | ------ | ------------- | ---------------------------- |
| Azië Cup-kwalificatie | 2               | 1              | 0      | 1             | 2 − 3                        |
| Vriendschappelijk     | 5               | 0              | 2      | 3             | 5 − 9                        |
| Totaal                | 7               | 1              | 2      | 4             | 7 − 12                       |

HKFA · 
Lijst van A-internationals · 
Hongkongs vrouwenelftal
1960 – 1969 ·
1970 – 1979 ·
1980 – 1989 ·
1990 – 1999 ·
2000 – 2009 ·
2010 – 2019 ·
2020 − 2029
Afghanistan ·
Argentinië ·
Australië ·
Bahrein ·
Bangladesh ·
Bhutan ·
Brazilië ·
Brunei ·
Cambodja ·
Canada ·
China ·
Colombia ·
Denemarken ·
Estland ·
Fiji ·
Filipijnen ·
Guam ·
India ·
Indonesië ·
Irak ·
Iran ·
Israël ·
Japan ·
Jemen ·
Joegoslavië ·
Jordanië ·
Koeweit ·
Kroatië ·
Laos ·
Libanon ·
Liechtenstein ·
Macau ·
Malediven ·
Maleisië ·
Marokko ·
Mauritius ·
Mongolië ·
Myanmar ·
Nepal ·
Noord-Korea ·
Noorwegen ·
Oezbekistan ·
Oman ·
Oost-Timor ·
Palestina ·
Paraguay ·
Qatar ·
Salomonseilanden ·
Saoedi-Arabië ·
Singapore ·
Sri Lanka ·
Syrië ·
Tadzjikistan ·
Taiwan ·
Thailand ·
Turkmenistan ·
Verenigde Arabische Emiraten ·
Vietnam ·
Zuid-Korea ·
Zuid-Vietnam ·
Zwitserland
VFF · 
A-internationals · 
Vietnamees vrouwenelftal
1991 – 1999 ·
2000 – 2009 ·
2010 – 2019 ·
2020 − 2029
Afghanistan ·
Albanië ·
Australië ·
Bahrein · 
Bangladesh · 
Bosnië en Herzegovina · 
Cambodja · 
China · 
Curaçao ·
Estland · 
Filipijnen · 
Guam · 
Guinee ·
Hongkong · 
India · 
Indonesië · 
Irak ·
Iran · 
Jamaica · 
Japan ·
Jemen · 
Jordanië ·
Kazachstan · 
Kirgizië ·
Koeweit · 
Laos · 
Libanon · 
Macau · 
Malediven · 
Maleisië · 
Mongolië · 
Mozambique ·
Myanmar · 
Nepal · 
Noord-Korea ·
Oezbekistan · 
Oman · 
Palestina ·
Qatar ·
Rusland ·
Saoedi-Arabië · 
Singapore · 
Sri Lanka · 
Syrië · 
Tadzjikistan · 
Taiwan · 
Thailand · 
Turkmenistan · 
Verenigde Arabische Emiraten · 
Zimbabwe · 
Zuid-Korea